# Antoine-Augustin Parmentier
Antoine-Augustin Parmentier (n. 12 august 1737, Montdidier - d. 17 decembrie, 1813, Paris) a fost farmacist și agronom francez, unul dintre primii specialiști în nutriție, dietetică și igenă alimentară. A demonstrat că cartoful poate fi folosit în alimentație și de oameni și a fost unul din pionerii extragerii sucului de zahăr din sfecla de zahăr. De asemenea, a studiat metode de conservare a mâncărurilor, inclusiv și refrigerarea.